# Zethenia nesiotis
Zethenia nesiotis là một loài bướm đêm trong họ Geometridae.